# Doldenhorn
Le Doldenhorn est un sommet des Alpes bernoises en Suisse, culminant à 3 638 mètres d'altitude.

## Géographie

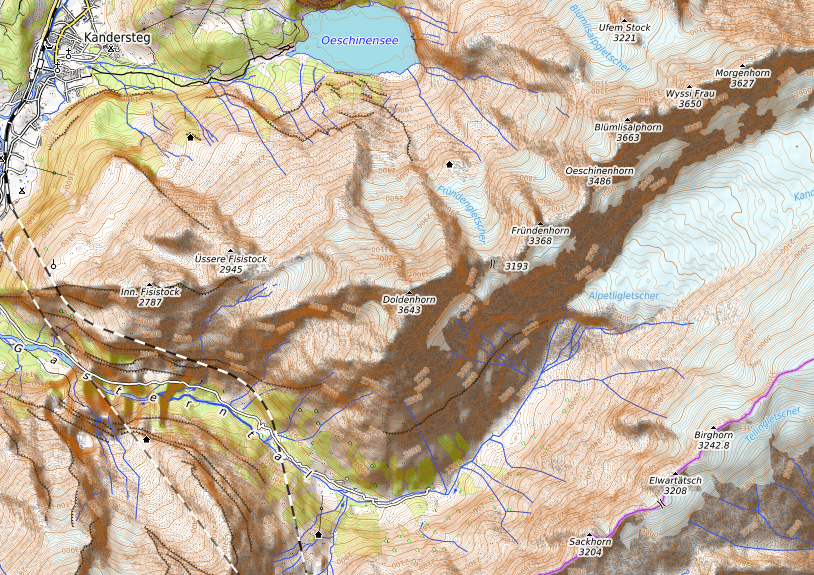
Carte topographique du Doldenhorn.

Le Doldenhorm est situé dans le sud-ouest du canton de Berne, sur la commune de Kandersteg. Il fait partie d'une arête d'environ 10 kilomètres de long axée sud-ouest/nord-est. Le Doldenhorn en est le sommet le plus méridional ; vers le nord on trouve le Fründenhorn, l'Oeschinenhorn, le Blümlisalp et le Morgenhorn.
La face Nord du Doldenhorn est une grande paroi glacée sur laquelle s'épanche le Doldenhorngletscher (glacier du Doldenhorn), qui alimente le lac d'Oeschinen. La face Sud a quant à elle un caractère très rocheux. Le KleinDoldenhorn est un sommet secondaire que l'on trouve à environ 600 mètres à l'est de la cime principale ; il culmine à 3 475 mètres d'altitude. Plus loin sur les pentes occidentales on trouve l'Üssere Fisistock (2 946 m) et l'Innere Fisistock (2 787 m).
Il se trouve dans la vallée de la Kander. Elle prend sa source au pied du glacier Kanderfirn, puis longe le Doldenhorn par le sud pour ensuite en faire le tour par l'ouest. Au nord du Doldenhorn se trouve le lac d'Oeschinen dont l'émissaire coule le long du Doldenhorn pour rejoindre la Kander à Kandersteg.

## Premières ascensions
- 30 juin 1862 : première ascension par Abraham Roth, Edmund von Fellenberg, Johann Bischoff, Kaspar Blatter, Christian Lauener et Gilgian Reichen.
- 18 et 19 juillet 1899 : arête Gallet par Julien Gallet, Joseph Kalbermatten et Abraham Müller.
- 5 août 1923 : arête est par E. et D. Bürki.
- 8 juillet 1933 : face nord par M. Bachmann et S. Plietz.

### Géolocalisation
| - Doldenhorn : 46° 28′ 07″ N, 7° 44′ 06″ E - KleinDoldenhorn : 46° 28′ 12″ N, 7° 43′ 38″ E - Doldenhorngletscher : 46° 28′ 27″ N, 7° 44′ 07″ E - Fründenhorn : 46° 28′ 36″ N, 7° 45′ 26″ E - Üssere Fisistock : 46° 28′ 25″ N, 7° 42′ 18″ E - Innere Fisistock : 46° 28′ 11″ N, 7° 41′ 28″ E - Fisipass : 46° 28′ 07″ N, 7° 42′ 00″ E | - Fulegletscher : 46° 28′ 13″ N, 7° 43′ 01″ E - Fulebach : 46° 27′ 53″ N, 7° 42′ 00″ E - Silleregletscher : 46° 27′ 59″ N, 7° 43′ 44″ E - Lac d'Oeschinen : 46° 29′ 54″ N, 7° 43′ 40″ E - Kanderfirn : 46° 28′ 30″ N, 7° 47′ 15″ E - Kander : 46° 26′ 42″ N, 7° 43′ 21″ E - Kandersteg : 46° 29′ 48″ N, 7° 40′ 29″ E |